# Australische Cricket-Nationalmannschaft in den West Indies in der Saison 2015
Die Tour der australischen Cricket-Nationalmannschaft nach West Indies in der Saison 2015 fand vom 3. bis zum 14. Juni 2015 statt. Die internationale Cricket-Tour war Bestandteil der Internationalen Cricket-Saison 2015 und umfasste zwei Tests. Australien gewann die Serie mit 2–0.

## Vorgeschichte
Für beide Teams ist es die erste Tour der Saison. Das letzte Aufeinandertreffen der beiden Mannschaften bei einer Tour fand 2012/13 in Australien statt.

## Stadien
Die folgenden Stadien wurden für die Tour als Austragungsort vorgesehen und am 8. April 2015 festgelegt.
| Stadt    | Land     | Stadion                 | Kapazität | Spiele  |
| -------- | -------- | ----------------------- | --------- | ------- |
| Roseau   | Dominica | Windsor Park (Dominica) | 12.000    | 1. Test |
| Kingston | Jamaika  | Sabina Park             | 20.000    | 2. Test |

## Kaderlisten
West Indies benannte seinen Kader am 30. Mai 2015.
| Test | Test |
| West Indies | Australien |
| --- | --- |
| - Denesh Ramdin (K, wk) - Devendra Bishoo - Jermaine Blackwood - Kraigg Brathwaite - Darren Bravo - Rajendra Chandrika - Shane Dowrich - Shannon Gabriel - Jason Holder - Shai Hope - Veerasammy Permaul - Kemar Roach - Marlon Samuels - Jerome Taylor | - Michael Clarke (K) - Steven Smith (VK) - Fawad Ahmed - Brad Haddin (wk) - Josh Hazlewood - Mitchell Johnson - Nathan Lyon - Mitchell Marsh - Shaun Marsh - Peter Nevill - Chris Rogers - Peter Siddle - Mitchell Starc - Adam Voges - David Warner - Shane Watson |

## Tour Match
| 27. – 29. Mai Scorecard | North Sound | WICB President’s XI 382 (114) & 161-4 (48) | – | Australians 250 (104) |
|                         |             | Remis                                      |   |                       |

## Tests

### Erster Test in Roseau
| 3. – 5. Juni Scorecard | Roseau | West Indies 148 (53.5) & 216 (86) | – | Australien 318 (107) & 47-1 (5) |
|                        |        | Australien gewinnt mit 9 Wickets  |   |                                 |

### Zweiter Test in Kingston
| 11. – 14. Juni Scorecard | Kingston | Australien 399 (126.5) & 212-2d (65) | – | West Indies 220 (59.5) & 114 (42) |
|                          |          | Australien gewinnt mit 277 Runs      |   |                                   |

## Statistiken
Die folgenden Cricketstatistiken wurden bei dieser Tour erzielt.
| Tests            | Tests       | Tests   | Tests   | Tests   | Tests   | Tests   | Tests   | Tests   |
| Batting          | Batting     | Batting | Batting | Batting | Batting | Batting | Batting | Batting |
| Spieler          | Mannschaft  | Spiele  | Innings | Runs    | Average | HS      | 100s    | 50s     |
| ---------------- | ----------- | ------- | ------- | ------- | ------- | ------- | ------- | ------- |
| Steven Smith     | Australien  | 2       | 4       | 283     | 141,50  | 199     | 1       | 1       |
| Adam Voges       | Australien  | 2       | 2       | 167     | 167,00  | 130*    | 1       | 0       |
| Jason Holder     | West Indies | 2       | 4       | 116     | 58,00   | 82*     | 0       | 1       |
| Shaun Marsh      | Australien  | 2       | 4       | 112     | 37,33   | 69      | 0       | 1       |
| Shane Dowrich    | West Indies | 2       | 4       | 102     | 25,50   | 70      | 0       | 1       |
| Bowling          |             |         |         |         |         |         |         |         |
| Spieler          | Mannschaft  | Spiele  | Overs   | Wickets | Average | BBI     | 5W      | 10W     |
| Josh Hazlewood   | Australien  | 2       | 56.5    | 12      | 8,83    | 5/38    | 1       | 0       |
| Mitchell Starc   | Australien  | 2       | 60      | 10      | 16,00   | 4/28    | 0       | 0       |
| Mitchell Johnson | Australien  | 2       | 50.5    | 8       | 18,62   | 3/34    | 0       | 0       |
| Nathan Lyon      | Australien  | 2       | 51      | 8       | 19,25   | 3/55    | 0       | 0       |
| Jerome Taylor    | West Indies | 2       | 58      | 8       | 20,62   | 6/47    | 1       | 0       |

## Player of the Series
Als Player of the Series wurden die folgenden Spieler ausgezeichnet.
| Serie | Player of the Series |
| ----- | -------------------- |
| Test  | Josh Hazlewood       |

### Player of the Match
Als Player of the Match wurden die folgenden Spieler ausgezeichnet.
| Spiel   | Player of the Match |
| ------- | ------------------- |
| 1. Test | Adam Voges          |
| 2. Test | Steven Smith        |